# Souvanna Phouma

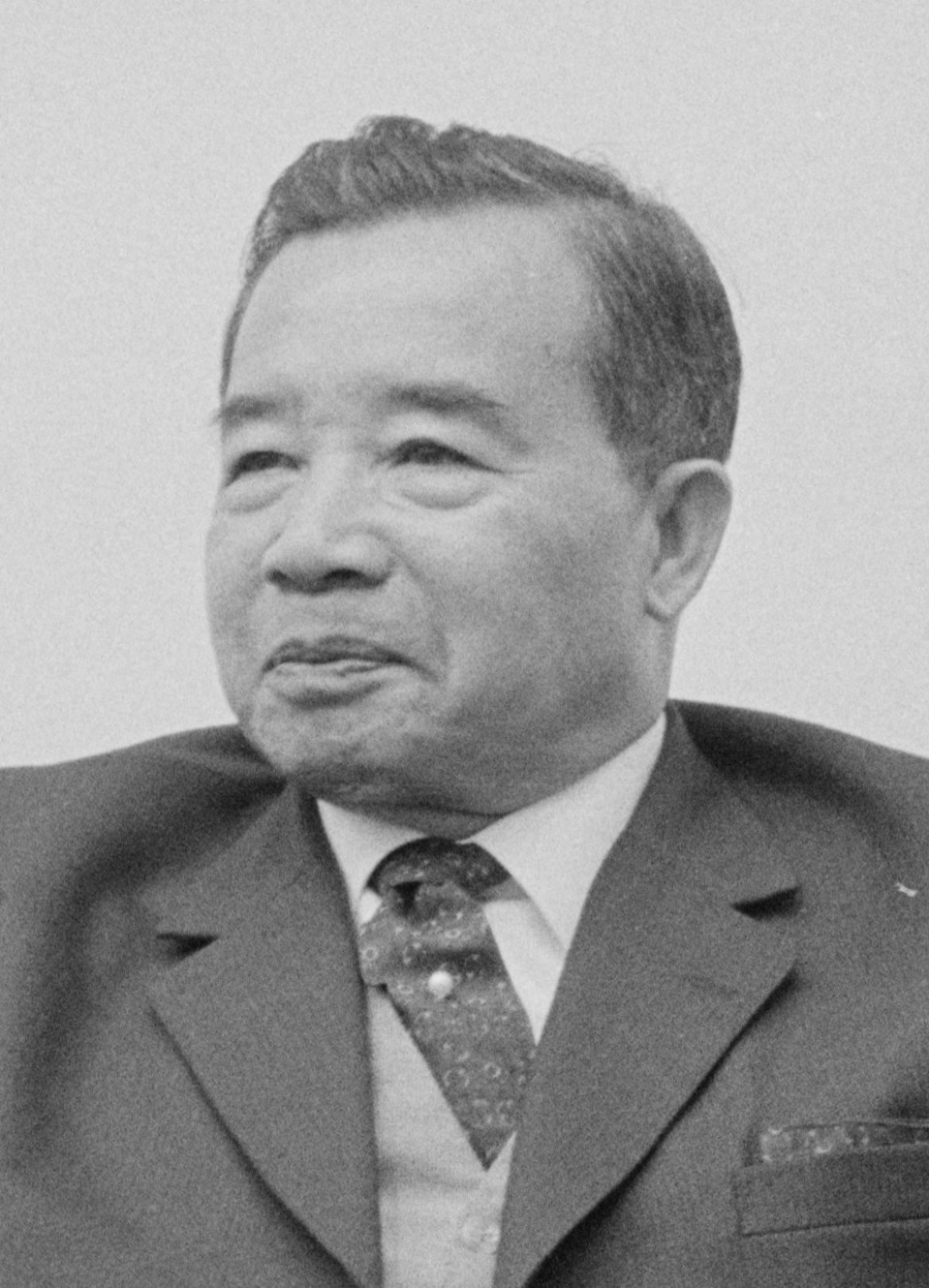
Prinz Souvanna Phouma (1969)

Prinz Souvanna Phouma, vollständig: Khampeng Souvannaphouma Rattanavongsa, auch Suvanna Phuma (laotisch ສຸວັນນະພູມາ; * 7. Oktober 1901 in Luang Phrabang; † 10. Januar 1984 in Vientiane), war ein Angehöriger des laotischen Königshauses, der nach der Unabhängigkeit 1954 bis zur Machtübernahme der Kommunisten 1975 mehrfach Premierminister des Königreichs Laos war. 

## Leben

### 1901–1944
Souvanna Phouma wurde als neunter Sohn des Prinzen Bounkhong geboren, der Vizekönig (Uparat) von Luang Prabang war. Seine Mutter war die Prinzessin Thongsy. Unter seinen Halbbrüdern waren die späteren Premierminister Prinz Phetsarath und Prinz Souvannarath sowie Prinz Souphanouvong, der später als Kopf der kommunistischen Pathet Lao bekannt und „roter Prinz“ genannt wurde. Seine Schulbildung erhielt er in Hanoi. In Paris und Grenoble studierte er Elektrotechnik und Ingenieurwesen. Nach Indochina kehrte er 1931 zurück. Bald darauf heiratete er Aline Claire Allard, Tochter eines französischen Vaters und einer laotischen Mutter. Aus dieser Ehe ging die Tochter Moune hervor.
Er nahm eine Tätigkeit als Ingenieur in der öffentlichen Bauverwaltung auf. In seinen Verantwortungsbereich fiel u. a. auch der Wiederaufbau des nach der Anuvong-Rebellion 1827–28 zerstörten Wat Phra Keo in Vientiane.
Ihm wurde der Verdienstorden der Bundesrepublik Deutschland verliehen.

### 1945–1954
Im Oktober 1945, als die französische Kolonialmacht ihre Rückeroberung von Indochina noch nicht vollendet hatte, war er an der Bildung einer Regierung durch die nationale Befreiungsbewegung Lao Issara beteiligt, in der er das Amt des Bauministers übernahm. Vor den auf Vientiane anrückenden Franzosen floh er im April 1946 mit anderen Regierungsmitgliedern nach Bangkok ins Exil. Am 19. Juli 1949 wurde der französisch-laotische Vertrag unterzeichnet, der Laos zu einem unabhängigen Mitglied innerhalb der Union française machen sollte. Die Exilregierung löste sich am 24. Oktober auf, der Prinz kehrte daraufhin in seine Heimat zurück.
In der neugebildeten Regierung des Phoui Sananikone übernahm er wieder das Amt des Bauministers, bis er im November 1951 Premierminister wurde. Sein wichtigstes Verdienst war die Erreichung der vollen Unabhängigkeit, die im Oktober 1953 ausgehandelt und nach der Indochinakonferenz im Juli 1954 verwirklicht wurde. Im Inneren sah er sich der Gegenregierung in Sam Neua gegenüber, die von der kommunistisch orientierten Befreiungsbewegung Pathet Lao (PL) gebildet worden war.

### 1954–1973

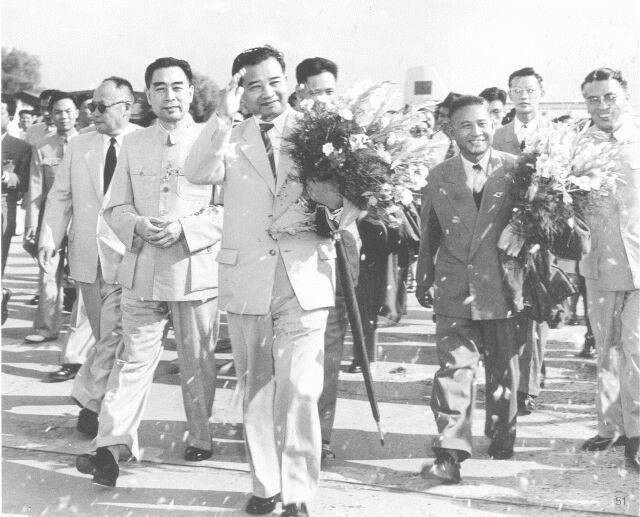
Souvanna Phouma (vorne Mitte) in Peking, links von ihm der chinesische Premierminister Zhou Enlai (1954)

Nachdem der Versuch scheiterte, die beiden unter PL-Kontrolle stehenden Provinzen Houaphan und Phongsali wieder unter Kontrolle zu bekommen, und sein Verteidigungsminister Kou Voravong am 18. September 1954 einem Attentat zum Opfer fiel, musste Souvanna Phouma zurücktreten.
Nach den von den PL boykottierten Wahlen des Dezembers 1955 gelang es ihm im März 1956, ein Koalitionskabinett zu bilden, das die Néo-Lao Haksat mit einschloss, den politischen Arm der PL. Die rechte Opposition, unterstützt von US-amerikanischen Interessen, verhinderte jedoch die Einsetzung bis November 1957. Seine neutralistische Einstellung führte zum Abschneiden der amerikanischen Hilfe im Juli 1958, so dass er erneut als Premier stürzte. Nach dieser Zeit nahm die Abhängigkeit des Landes von den Amerikanern immer mehr zu. Die Streitkräfte, die massiv ausgebaut wurden, waren komplett US-finanziert.
Während der folgenden Machtkämpfe des beginnenden Laotischen Bürgerkriegs wurde Souvanna Phouma dadurch kaltgestellt, dass er zum Botschafter in Frankreich ernannt wurde. Bei seiner Ankunft in Paris wurde einer seiner Koffer – der Rauschgift enthielt – abgefangen.
Nach dem Staatsstreich Kong Les im August 1960 wurde er als Premierminister heimgerufen. Vor den vorrückenden rechten Kräften des Generals Phoumi Nosavan floh er samt Regierung im Dezember nach Khang Kai. Anerkannt wurde seine Regierung zu dieser Zeit nur von Staaten des sozialistischen Blocks. Im Frühjahr 1961 besuchte er Moskau, Warschau und Prag.

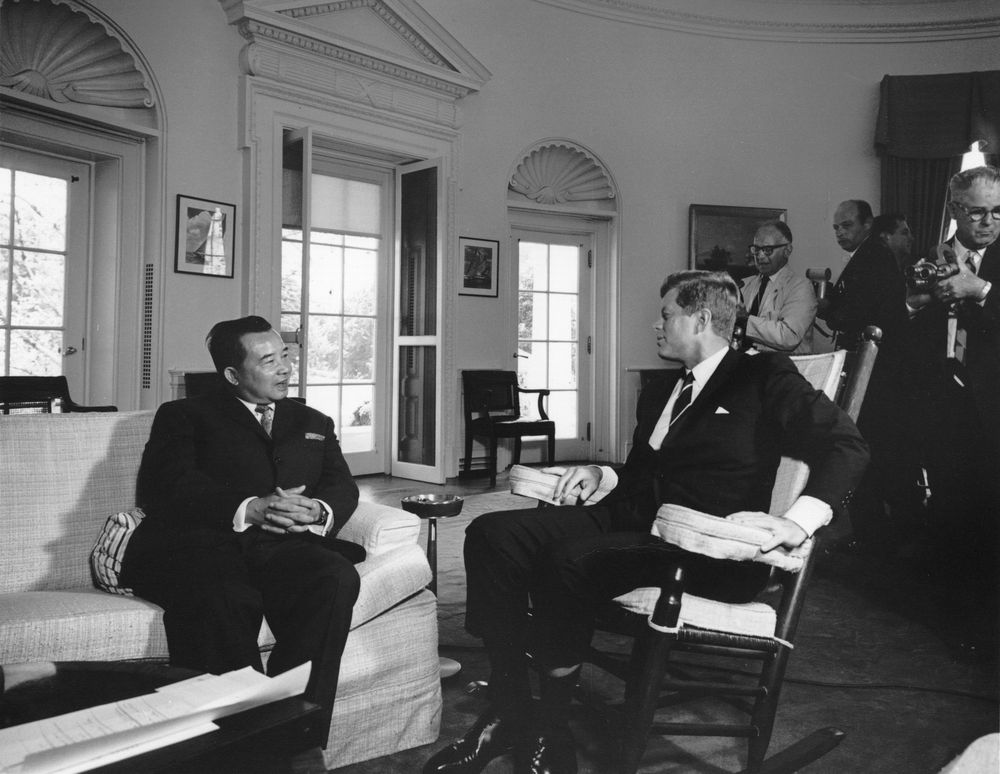
Souvanna Phouma im Gespräch mit US-Präsident John F. Kennedy (1962)

Die Bildung einer zweiten neutralistischen Koalitionsregierung wurde 1962 bei den Genfer Verhandlungen ausgehandelt. Er war nun Chef einer Koalitionsregierung aus Neutralisten und rechtsgerichteten Kräften. Darunter Souphanouvong und die von den Amerikanern geförderten Gruppen um den Fürsten Boun Oum von Champasak. Spätestens, als sich die behauptete Neutralität zwischen September 1963 und 1965 als Illusion erwies, dachte er an Rücktritt. Souvanna Phouma blieb bis 1973 nominell neutralistisch im Amt, tatsächlich kontrollierte seine Regierung nur Teile des durch US-Bombardements immer mehr verwüsteten Landes bzw. stand unter der Kontrolle von Militärs, die sich wie der Verteidigungsminister Ouane Rattikone am Drogenhandel bereicherten.
1973 beteiligte er Souphanouvong, seinen Halbbruder und Pathet-Lao-Führer, erneut an einer dritten Koalitionsregierung, in der die linken Kräfte bald die Mehrheit gewannen. Unter seiner Leitung sollte 1974 der Bürgerkrieg beendet werden. Nach der Ausrufung der Volksrepublik 1975 wurde er zum Berater der neuen Regierung ernannt. Er lebte  in seinem Haus am Mekong, wo ihn der neue Staatspräsident häufig besuchte.
Der im Alter von 83 Jahren Verstorbene erhielt ein Staatsbegräbnis.